# Tākestān (kommunhuvudort i Iran)
Tākestān (persiska: تاكستان, سيَهدِهان, سيادِهَن) är en kommunhuvudort i Iran.   Den ligger i provinsen Qazvin, i den nordvästra delen av landet, 160 km väster om huvudstaden Teheran. Tākestān ligger 1 265 meter över havet och antalet invånare är 71 499.
Terrängen runt Tākestān är platt åt sydost, men åt nordväst är den kuperad.Runt Tākestān är det ganska tätbefolkat, med 108 invånare per kvadratkilometer. Tākestān är det största samhället i trakten. Trakten runt Tākestān består till största delen av jordbruksmark.